# Espen Baardsen
Espen Baardsen (San Rafael, 7 dicembre 1977) è un ex calciatore norvegese con cittadinanza statunitense, di ruolo portiere.
Nato negli Stati Uniti d'America da genitori norvegesi, venne selezionato anche nella Nazionale di calcio statunitense Under-18, prima di passare alla Nazionale di calcio della Norvegia in virtù della doppia cittadinanza.

## Carriera

### Club
Nel 1995 Baardsen, all'epoca giovane portiere del San Francisco United All Blacks, venne ingaggiato dal Tottenham Hotspur. Fece il suo debutto in prima squadra nella primavera del 1997 contro il Liverpool ad Anfield, e nel prosieguo della stagione non riuscì ad ottenere un posto fisso da titolare. Nel 1999 vinse la Football League Cup.
Nel 2000 venne acquistato dal Watford per 2 milioni di euro come primo portiere; verso la fine della stagione 2000-2001 perse il posto da titolare in favore di Alec Chamberlain. Nella stagione successiva, sotto la guida di Gianluca Vialli, ritornò tra i pali per un breve periodo, salvo poi farsi rimpiazzare di nuovo da Chamberlain.
Nel 2002 passò all'Everton, con cui giocò una sola partita di campionato, persa 4-3 contro il Tottenham. Si è ritirato dal calcio giocato nel 2003, a 25 anni.
Attualmente è un manager dell'Eclectica Asset Management (società londinese di risparmio gestito) ed è un ospite frequente del canale televisivo CNBC.

### Nazionale
Baardsen ha disputato più di 20 partite nella Nazionale norvegese Under-21, con cui ha vinto la medaglia di bronzo al campionato europeo di calcio Under-21 1998 in Romania. Con la Nazionale maggiore norvegese ha collezionato 4 presenze, partecipando come terzo portiere al campionato del mondo 1998 in Francia e facendo il suo esordio nella partita di qualificazione al campionato europeo di calcio 2000 del settembre 1998 contro la Lettonia. L'ultima partita disputata con la Nazionale norvegese è stata un'amichevole del gennaio 2000 contro l'Islanda.

## Statistiche

### Cronologia presenze e reti in Nazionale
| Cronologia completa delle presenze e delle reti in nazionale ― Norvegia | Cronologia completa delle presenze e delle reti in nazionale ― Norvegia | Cronologia completa delle presenze e delle reti in nazionale ― Norvegia | Cronologia completa delle presenze e delle reti in nazionale ― Norvegia | Cronologia completa delle presenze e delle reti in nazionale ― Norvegia | Cronologia completa delle presenze e delle reti in nazionale ― Norvegia | Cronologia completa delle presenze e delle reti in nazionale ― Norvegia | Cronologia completa delle presenze e delle reti in nazionale ― Norvegia |
| Data                                                                    | Città                                                                   | In casa                                                                 | Risultato                                                               | Ospiti                                                                  | Competizione                                                            | Reti                                                                    | Note                                                                    |
| ----------------------------------------------------------------------- | ----------------------------------------------------------------------- | ----------------------------------------------------------------------- | ----------------------------------------------------------------------- | ----------------------------------------------------------------------- | ----------------------------------------------------------------------- | ----------------------------------------------------------------------- | ----------------------------------------------------------------------- |
| 6-9-1998                                                                | Oslo                                                                    | Norvegia                                                                | 1 – 3                                                                   | Lettonia                                                                | Qual. Euro 2000                                                         | -3                                                                      |                                                                         |
| 20-1-1999                                                               | Ramat Gan                                                               | Israele                                                                 | 0 – 1                                                                   | Norvegia                                                                | Amichevole                                                              | -                                                                       | 46’                                                                     |
| 18-8-1999                                                               | Oslo                                                                    | Norvegia                                                                | 1 – 0                                                                   | Lituania                                                                | Amichevole                                                              | -                                                                       | 46’                                                                     |
| 31-1-2000                                                               | La Manga                                                                | Islanda                                                                 | 0 – 0                                                                   | Norvegia                                                                | Nordic Cup                                                              | -                                                                       |                                                                         |
| Totale                                                                  |                                                                         | Presenze                                                                | 4                                                                       |                                                                         | Reti                                                                    | -3                                                                      |                                                                         |